# Мищенко, Лидия Моисеевна
Ли́дия Моисе́евна Ми́щенко (25 марта 1924, Чернокаменка, Харьковская область, УССР, СССР — 1975, Кишинёв, Молдавская ССР, СССР) — русский советский прозаик и сценаристка, член Союза писателей СССР.

## Биография
Родилась 25 марта 1924 года в Чернокаменке. После войны поселилась в Кишинёве, где поступила в медицинский институт, но после второго курса оставила занятия. В 1962 году окончила Высшие литературные курсы в Москве. Написала свыше 120 произведений и сценариев, из которых было экранизировано два.
Скорпостижно скончалась в 1975 году в Кишинёве.
Муж — писатель Джордже Менюк, в чьём переводе её книги вышли на молдавском языке.

## Фильмография

### Сценаристка
- 1962 — Армагеддон
- 1974 — Осенние грозы

## Книги
- Над рекою ласточки… — Кишинёв: Госиздат Молдавии, 1956. — 161 с.
- Вадимкина мама. Когда просят света. Рассказы. — Кишинёв: Картя молдовеняскь, 1959. — 45 с.
- Полынь — вдовья трава (роман). — Кишинёв: Картя молдовеняскь, 1960. — 285 с.
- Полынь — вдовья трав. Роман и рассказы. — Кишинёв: Картя молдовеняскь, 1964. — 448 с.
- Проездом. — Кишинёв: Картя молдовеняскэ, 1965. — 104 с.
- Истории, рассказанные в дождливые дни. — Кишинёв: Картя молдовеняскэ, 1969. — 355 с.
- Встречи на земле. — Кишинёв: Картя молдовеняскэ, 1972. — 212 с.
- И остаётся жизнь… Рассказы. Повести. Роман. — Кишинёв: Картя молдовеняскэ, 1974. — 575 с.
- Не дай мне уйти: Роман, повести, рассказы, дневники. — Кишинёв: Литература артистикэ, 1977. — 310 с.